# Asociația Fotbal Club Astra Giurgiu
L'Asociația Fotbal Club Astra Giurgiu, meglio nota come Astra Giurgiu, è stata una società calcistica rumena con sede nella città di Giurgiu, fondata nel 1921 e successivamente rifondata nel 2005 fino allo scioglimento definitivo, avvenuto nel 2022, conosciuta fino alla stagione 2011-2012 come Astra Ploiești.
Fondato nel 1921 a Ploiești con il nome di Clubul Sportiv Astra-Română, il club ha trascorso la maggior parte della propria storia nelle divisioni inferiori. Alla fine degli anni '90, con il passaggio della proprietà del club all'imprenditore Ioan Niculae, la squadra iniziò a ottenere alcuni successi, raggiungendo la promozione in massima serie nel 1998. Nel settembre 2012 la sede della squadra fu trasferita a Giurgiu. Nella stagione 2015-2016 la compagine, allenata da Marius Şumudică vinse uno storico titolo nazionale.
In bacheca vanta, in ambito nazionale, la vittoria di un campionato, una Coppa di Romania e due Supercoppe di Romania. In ambito internazionale ha raggiunto i sedicesimi di finale di UEFA Europa League nel 2016-2017.
I colori sociali erano il bianco e il nero, da cui l'antico soprannome di Dracii negri (diavoli neri). Il rosso, presente sull'attuale stemma, compariva di rado sulle divise da trasferta. La squadra disputava le partite casalinghe allo Stadio Marin Anastasovici di Giurgiu, impianto da 8 500 posti.

## Storia

### Le origini
Il Clubul Sportiv Astra-Română venne fondato il 18 settembre 1921 dalla compagnia petrolifera Astra-Română, presieduta da Henri Deterding e formata da lavoratori dell'azienda. Inizialmente il club era formato da diverse squadre nell'intero distretto. Nell'estate del 1934 venne creata la Coppa Astra (Cupa Societăților “Astra”), un torneo nel quale parteciparono tutte le squadre Astra. In quel periodo solo l'Astra Câmpina partecipava al campionato nazionale. Dopo l'edizione del 1937 tutte le squadre vennero fuse per creare l'Astra Ploiești. Dopo qualche mese cambiò nome in Columbia che mantenne fino al 1945 quando ritornò al nome precedente.

### Storia recente
A partire dal secondo dopoguerra la squadra giocò in Divizia B e Divizia C fino al termine della stagione 1997-98 quando venne promossa in Divizia A. Nella massima divisione disputò cinque campionati (il miglior piazzamento fu un nono posto al termine della stagione 2002-03) finché il 28 luglio 2003 la società non si fuse con il Petrolul Ploiești. Il club venne in seguito rifondato e chiamato FC Ploiești. Partendo dalla Liga II retrocesse il primo anno e ottenne in seguito due promozioni consecutive. In occasione della promozione in Liga I il presidente Ioan Niculae annunciò il ritorno al nome originale, FC Astra Ploiești. Alla fine della stagione 2011-2012 il presidente Niculae decide di spostare la squadra a Giurgiu diventando così a partire da questa stagione "AFC Astra Giurgiu".
Nella stagione 2013-14 si aggiudica i suoi primi trofei nazionali, con la vittoria della Coppa di Romania e della Supercoppa rumena, battendo, in entrambe le finali, la Steaua Bucarest ai rigori.
La squadra ottiene così la qualificazione alla successiva Europa League, dopo aver vinto contro il Slovan Liberec e Olympique Lione. Nella stagione 2014-15 viene inserita nel gruppo D dell'Europa League, dove dovrà affrontare il Celtic, la Dinamo Zagabria e il Red Bull Salisburgo. Viene eliminato arrivando ultimo nel girone.
Nella stagione 2015-2016 diventa Campione di Romania, conquistando il suo primo titolo nazionale e si qualifica al terzo turno preliminare della Champions League 2016-2017.
Dopo alcuni anni di crisi finanziaria, nel febbraio del 2021 il proprietario Ion Niculae viene condannato per riciclaggio di denaro. Alla fine della stagione 2020-2021 il club retrocede in seconda serie dopo 12 anni consecutivi in Liga I. L'anno successivo retrocede di nuovo in terza serie e il 18 ottobre 2022 si ritira dal campionato, cessando le attività dopo 101 anni di esistenza.

## Organico

### Rosa 2020-2021
Aggiornato al 9 febbraio 2021
| N. |                                 | Ruolo | Calciatore         |
| -- | ------------------------------- | ----- | ------------------ |
| 1  | Romania (bandiera)              | P     | David Lazar        |
| 2  | Portogallo (bandiera)           | D     | Hugo Sousa         |
| 4  | Bosnia ed Erzegovina (bandiera) | D     | Daniel Graovac     |
| 6  | Romania (bandiera)              | C     | Paulian Banu       |
| 7  | Croazia (bandiera)              | C     | Dario Čanađija     |
| 8  | Svizzera (bandiera)             | C     | Sébastien Wüthrich |
| 9  | Bosnia ed Erzegovina (bandiera) | A     | Sulejman Krpić     |
| 11 | Romania (bandiera)              | A     | Valentin Gheorghe  |
| 12 | Romania (bandiera)              | P     | Mihai Popa         |
| 14 | Romania (bandiera)              | A     | Raoul Baicu        |
| 19 | Nigeria (bandiera)              | A     | Kehinde Fatai      |
| 20 | Portogallo (bandiera)           | D     | David Bruno        |
| 21 | Croazia (bandiera)              | C     | Ljuban Crepulja    |
| 22 | Romania (bandiera)              | C     | Gabriel Șerban     |
| 23 | Romania (bandiera)              | P     | Mirel Bolboașă     |

| N. |                       | Ruolo | Calciatore         |
| -- | --------------------- | ----- | ------------------ |
| 25 | Romania (bandiera)    | D     | Valerică Găman     |
| 27 | Croazia (bandiera)    | D     | Igor Jovanović     |
| 29 | Romania (bandiera)    | D     | Andrei Trușescu    |
| 31 | Romania (bandiera)    | C     | Alexandru Ioniță   |
| 43 | Italia (bandiera)     | A     | Mattia Montini     |
| 44 | Romania (bandiera)    | C     | Marius Pahonțu     |
| 77 | Romania (bandiera)    | C     | Albert Stahl       |
| 80 | Romania (bandiera)    | C     | George Merloi      |
| 88 | Romania (bandiera)    | A     | Ionuț Zaharia      |
| 90 | Romania (bandiera)    | C     | Mihai Răduț        |
| 92 | Romania (bandiera)    | C     | Robert Riza        |
| 96 | Romania (bandiera)    | C     | Silviu Balaure     |
| 99 | Romania (bandiera)    | C     | Dragoș Gheorghe    |
|    | Giappone (bandiera)   | C     | Takayuki Seto      |
|    | Montenegro (bandiera) | D     | Momčilo Raspopović |

### Rosa 2019-2020
Aggiornata al 15 marzo 2020.
| N. |                                 | Ruolo | Calciatore              |
| -- | ------------------------------- | ----- | ----------------------- |
| 1  | Romania (bandiera)              | P     | David Lazar             |
| 3  | Montenegro (bandiera)           | D     | Risto Radunović         |
| 4  | Bosnia ed Erzegovina (bandiera) | D     | Daniel Graovac          |
| 5  | Romania (bandiera)              | D     | Constantin Dima         |
| 6  | Romania (bandiera)              | D     | Gabriel Simion          |
| 7  | Romania (bandiera)              | A     | Denis Alibec (capitano) |
| 8  | Giappone (bandiera)             | C     | Takayuki Seto           |
| 10 | Romania (bandiera)              | C     | Ciprian Biceanu         |
| 11 | Romania (bandiera)              | C     | Valentin Gheorghe       |
| 13 | Moldavia (bandiera)             | D     | Dinu Graur              |
| 14 | Romania (bandiera)              | A     | Raoul Baicu             |
| 17 | Nigeria (bandiera)              | A     | Goodness Ajayi          |
| 18 | Romania (bandiera)              | P     | Mirel Bolboașă          |
| 19 | Nigeria (bandiera)              | A     | Kehinde Fatai           |

| N. |                       | Ruolo | Calciatore         |
| -- | --------------------- | ----- | ------------------ |
| 20 | Portogallo (bandiera) | D     | David Bruno        |
| 21 | Croazia (bandiera)    | C     | Ljuban Crepulja    |
| 22 | Romania (bandiera)    | C     | Gabriel Șerban     |
| 23 | Romania (bandiera)    | D     | Alexandru Dandea   |
| 29 | Romania (bandiera)    | D     | Andrei Trușescu    |
| 30 | Romania (bandiera)    | D     | Gabriel Tamaș      |
| 31 | Romania (bandiera)    | C     | Alexandru Ioniță   |
| 33 | Bulgaria (bandiera)   | P     | Georgi Kitanov     |
| 50 | Romania (bandiera)    | C     | Constantin Budescu |
| 77 | Romania (bandiera)    | C     | Albert Stahl       |
| 88 | Francia (bandiera)    | A     | Julien Bègue       |
| 90 | Romania (bandiera)    | C     | Mihai Răduț        |
| 96 | Romania (bandiera)    | C     | Silviu Balaure     |
| 99 | Romania (bandiera)    | C     | Dragoș Gheorghe    |

## Rosa 2017-2018
| N. |                       | Ruolo | Calciatore        |
| -- | --------------------- | ----- | ----------------- |
| 1  | Romania (bandiera)    | P     | David Lazar       |
| 6  | Romania (bandiera)    | D     | Florin Bejan      |
| 7  | Romania (bandiera)    | D     | Claudiu Belu      |
| 8  | Giappone (bandiera)   | C     | Takayuki Seto     |
| 9  | Spagna (bandiera)     | A     | Urko Vera         |
| 10 | Romania (bandiera)    | C     | Florentin Matei   |
| 11 | Romania (bandiera)    | C     | Valentin Gheorghe |
| 15 | Romania (bandiera)    | C     | Ionuț Biceanu     |
| 17 | Romania (bandiera)    | C     | Laurențiu Buș     |
| 18 | Montenegro (bandiera) | D     | Risto Radunović   |
| 19 | Romania (bandiera)    | D     | Mihai Butean      |
| 20 | Romania (bandiera)    | C     | Robert Vâlceanu   |
| 21 | Brasile (bandiera)    | D     | Erico Da Silva    |

| N. |                     | Ruolo | Calciatore       |
| -- | ------------------- | ----- | ---------------- |
| 22 | Albania (bandiera)  | A     | Azdren Llullaku  |
| 23 | Bulgaria (bandiera) | P     | Plamen Iliev     |
| 24 | Croazia (bandiera)  | C     | Filip Mrzljak    |
| 25 | Polonia (bandiera)  | D     | Piotr Polczak    |
| 26 | Romania (bandiera)  | C     | Marius Pahonțu   |
| 30 | Romania (bandiera)  | D     | Alexandru Dandea |
| 33 | Romania (bandiera)  | P     | Ionuț Boșneag    |
| 44 | Romania (bandiera)  | C     | Dragoș Gheorghe  |
| 77 | Romania (bandiera)  | D     | Alexandru Stan   |
| 92 | Romania (bandiera)  | A     | Bogdan Chipirliu |
| 95 | Romania (bandiera)  | C     | Romario Moise    |
| 96 | Romania (bandiera)  | C     | Silviu Balaure   |
| 99 | Camerun (bandiera)  | A     | Anatole Abang    |

## Palmarès

### Competizioni nazionali
- Campionato rumeno: 1

2015-2016
- Coppa di Romania: 1

2013-2014
- Supercoppa di Romania: 2

2014, 2016
- Liga II: 1

1997-1998

### Altri piazzamenti
- Campionato rumeno:

Secondo posto: 2013-2014
Terzo posto: 2014-2015, 2019-2020
- Coppa di Romania:

Finalista: 2016-2017, 2018-2019, 2020-2021
Semifinalista: 2001-2002, 2002-2003, 2012-2013
- Cupa Ligii:

Semifinalista: 2014-2015, 2015-2016
- Liga II:

Secondo posto: 2008-2009 (Serie I)

## Statistiche

### Statistiche nelle competizioni UEFA
Tabella aggiornata alla fine della stagione 2019-2020.
| Competizione                  | Partecipazioni | G  | V  | N  | P  | RF | RS |
| ----------------------------- | -------------- | -- | -- | -- | -- | -- | -- |
| UEFA Champions League         | 1              | 2  | 0  | 1  | 1  | 1  | 4  |
| Coppa UEFA/UEFA Europa League | 5              | 38 | 15 | 12 | 11 | 48 | 50 |

## Stadio
Il club gioca le partite casalinghe nello stadio Marian Anastasovici con 7 000 posti e dotato di impianto di illuminazione, impianto rimodernato nell'estate 2012 per poter ospitare le gare di Liga I.